# Haliichthys taeniophorus
Haliichthys taeniophorus es una especie de pez de la familia Syngnathidae en el orden de los Syngnathiformes.

## Morfología
Los machos pueden alcanzar 30 cm de longitud total.

## Reproducción
Es ovovivíparo y el macho transporta los huevos en una bolsa ventral, la cual se encuentra debajo de la cola.

## Hábitat
Es un pez  de mar y de clima tropical  que vive hasta 16 m de profundidad.

## Distribución geográfica
Se encuentra en Irian Jaya (Indonesia) y Australia (desde Shark Bay - Australia Occidental - hasta el Estrecho de Torres -norte de Queensland -).